# Verzoeking van de heilige Antonius (Ottawa)
De verzoeking van de heilige Antonius is een schilderij van een navolger van de Zuid-Nederlandse schilder Jheronimus Bosch in de National Gallery of Canada in Ottawa.

## Voorstelling
De verzoeking, die de heilige Antonius van Egypte volgens de legende van Athanasius van Alexandrië in de woestijn onderging, was een geliefd thema van de schilder Jheronimus Bosch. Ten eerste, omdat hij de standvastigheid van Antonius' geloof als voorbeeld stelde voor zijn tijd, en ten tweede omdat het hem de mogelijkheid gaf de meest uiteenlopende demonen en monsters af te beelden (zie Antonius-drieluik). De schilder van De verzoeking van de heilige Antonius in Ottawa liet zich duidelijk inspireren op het werk van Bosch. De hemel is bijna zwart weergegeven, dus kennelijk is het nacht. In het midden zit de heilige Antonius, herkenbaar aan het Antoniuskruis op zijn habijt. Hij heeft zich van de toeschouwer afgewend en lijkt in gebed te zijn verzonken. Hij wordt bestookt door een pad, vermomd als vlaggenschip en een figuurtje dat zich schuilhoudt achter een groot militair gevechtswapen. Het militaire thema wordt in de achtergrond herhaald, waar verschillende groepjes demonen de priorij van Antonius – eveneens herkenbaar aan het Antoniuskruis – belegeren. Een van de aanvallers lijkt de klok van de kapel in het water te willen laten vallen.  Waarschijnlijk is de vrouw in het water bedoeld als zeemeermin, in Bosch' tijd een symbool voor verleiding. Op de voorgrond vlucht een eend met haar jongen voor een monster dat het op de heilige heeft gemunt. De gevleugelde demon die met één arm zijn hoofd ondersteunend melancholisch voor zich uitkijkt is vergelijkbaar met de demon op het schilderij De dood van een vrek van Bosch.

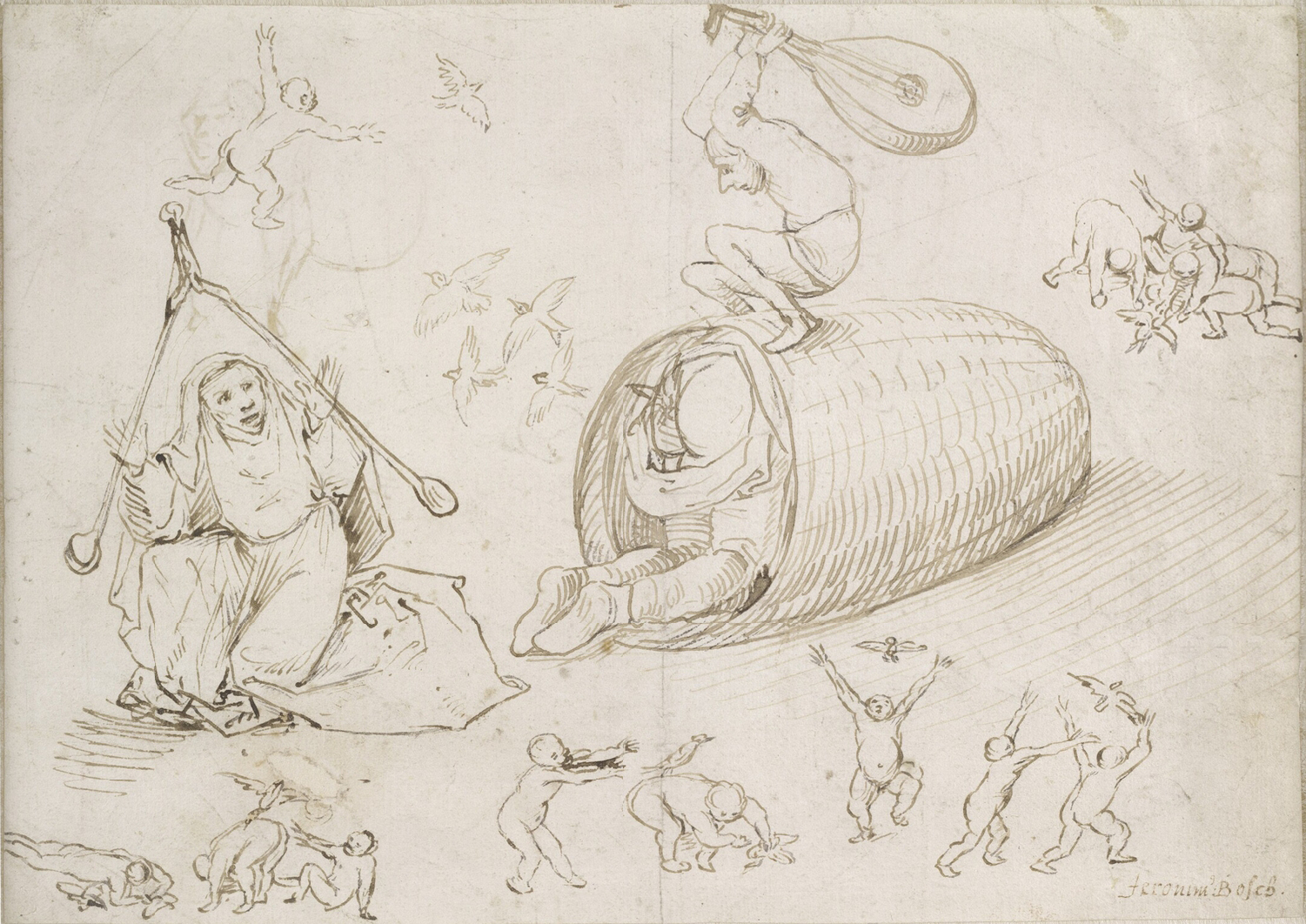
Jheronimus Bosch. Kluchtige scène met bijenkorf. Pentekening. Wenen, Albertina.

Waarschijnlijk zijn de demonen en monsters als karikatuur bedoeld. Hoewel ze uitgerust zijn met allerlei wapentuig, durven ze de rustig biddende Antonius niet te naderen (zie in dit verband ook De verzoeking van de heilige Antonius in het Prado, dat waarschijnlijk ook door een navolger van Bosch geschilderd is). Ook het tafereeltje op de voorgrond, dat verder niets met de voorstelling te maken heeft, is karikaturaal te noemen. Hier wordt een naakt figuurtje met zijn bovenlijf in een zak met pijlen bestookt door de duiveltje in een ei. In zijn achterste steekt een trechter waaruit vogels vliegen. Dit motief is afkomstig van een tekening van Bosch. Volgens Bosch-auteur Dirk Bax verwijst het naakte figuurtje naar drankzucht en verkwisting. Met één been staat hij in een bierkan, terwijl de trechter in zijn achterste het spreekwoord ‘door de billen jagen’ illustreert.

## Toeschrijving en datering
De kunsthistoricus Max Friedländer schreef het aan Bosch toe. Bosch-auteur Charles de Tolnay merkt op dat noch techniek noch kleurgebruik typisch voor Bosch zijn. Tegenwoordig gaat men ervan uit dat het hier gaat om het werk van een navolger. Bosch-kenner Gerd Unverfehrt dateert het tussen omstreeks 1510 en 1515, terwijl de National Gallery of Canada het tussen 1480 en 1500 dateert en daarnaast de mogelijkheid open houdt dat het toch een eigenhandig werk van Bosch is.

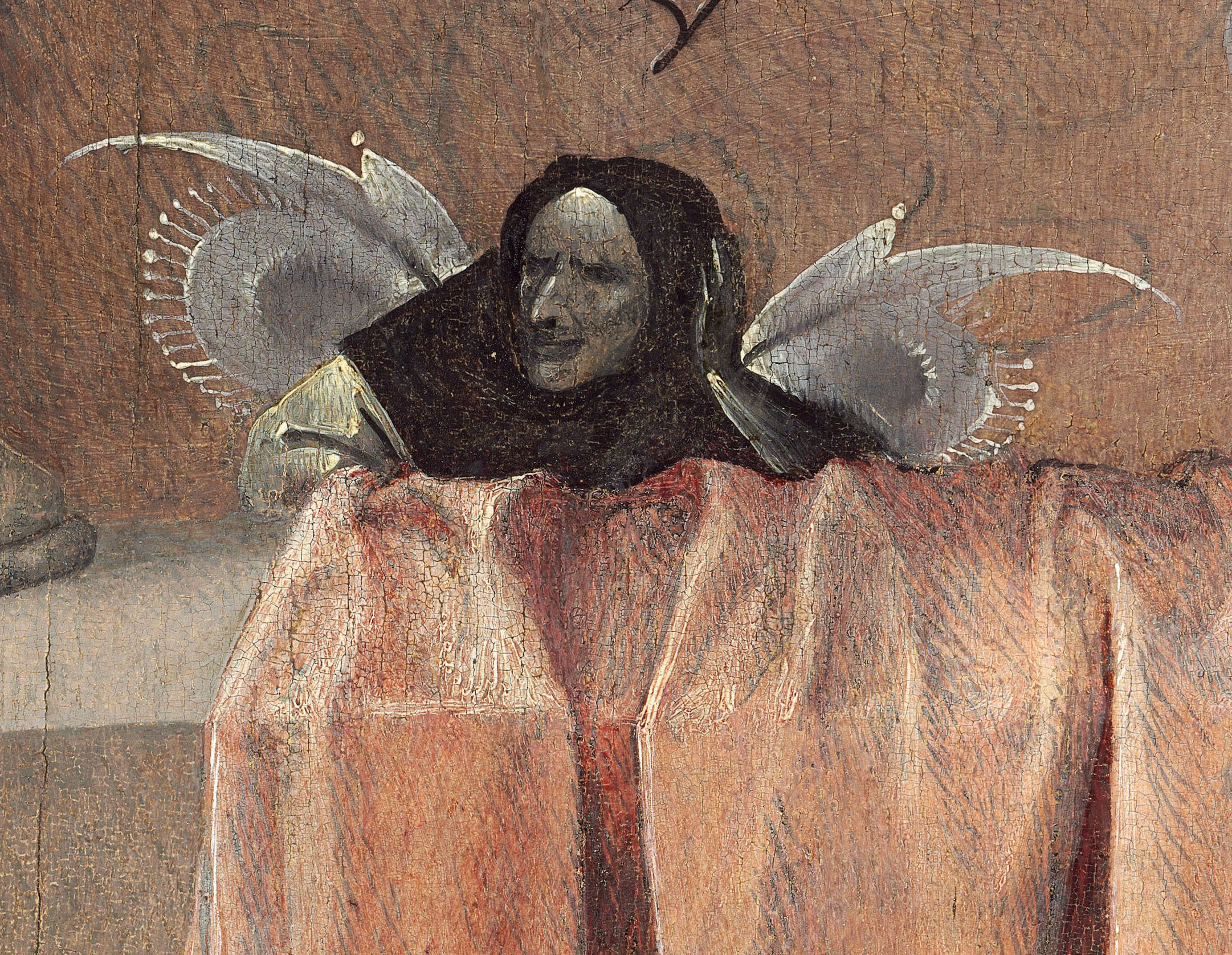
Jheronimus Bosch. De dood van een vrek, detail. Ca. 1494 of later. Washington, National Gallery of Art.

## Herkomst
Het werk werd in september 1923 voor het eerst gesignaleerd door Friedländer bij de Londense kunsthandelaar J.H.J. Mellaart. Volgens Friedländer was het afkomstig uit Spanje. Vervolgens kwam het (mogelijk via kunsthandel Paul Cassirer) in bezit van de Duits-Joodse bankier Fritz Gutmann, zoon van Eugen Gutmann, de oprichter van de Dresdner Bank. Gutmann woonde in Heemstede en werd in 1924 tot Nederlander genaturaliseerd. Hij gaf het werk in december 1926 in bruikleen af aan het Frans Hals Museum voor de Tentoonstelling Oude kunst in particulier bezit te Haarlem en in 1936 aan het Museum Boijmans Van Beuningen voor de grote Bosch-tentoonstelling. Als gevolg van de crisis moest Gutmann een aantal belangrijke werken uit zijn verzameling verkopen, waaronder de Verzoeking van de heilige Antonius. In juli 1941 verkocht hij het werk via kunsthandel Frederic A. Stern aan de Zwitsers-Amerikaanse zakenman Walter Bareiss in New York. Deze verkocht het via een veiling op 24 juni 1964 bij Sotheby's in Londen aan het echtpaar Victor en Jeanne Lynch-Staunton in Nashville (Ontario). Het werk werd in 1983 geschonken aan het National Gallery of Canada door Jeanne Lynch-Staunton.